# Bologoje
Bologoje (Russisch: Бологое) is een stad in de Russische oblast Tver. De stad ligt op de noordelijke uitlopers van de Waldajhoogte, 164 kilometer ten noordwesten van Tver. Bologoje heeft 21.845 inwoners en is tevens het centrum van het gelijknamige bestuurlijke rayon.
De eerste schriftelijke vermelding over Bologoje dateert uit 1495; het woord is ontleend aan het nabijgelegen meer met dezelfde naam. In 1851 kreeg Bologoje een station aan de spoorlijn Sint-Petersburg - Moskou. Bologoje ligt halverwege dat traject. Later die eeuw werd ook de spoorlijn tussen Rybinsk en het Letse Ventspils langs Bologoje aangelegd, waardoor de stad een belangrijk spoorwegknooppunt werd. Dit leidde tot de vestiging van een aantal spoorweggrelateerde bedrijven en daarmee tot de verdere groei van de stad.
Bologoje kreeg de status van stad in 1926.

## Demografie
| 1897  | 1917   | 1926   | 1937   | 1939   | 1959   | 1970   | 1979   | 1989   | 2002   | 2010   | 2015   |
| ----- | ------ | ------ | ------ | ------ | ------ | ------ | ------ | ------ | ------ | ------ | ------ |
| 5.826 | 13.027 | 10.863 | 14.071 | 17.320 | 30.301 | 33.949 | 31.293 | 35.926 | 26.612 | 23.499 | 21.845 |

## Galerij

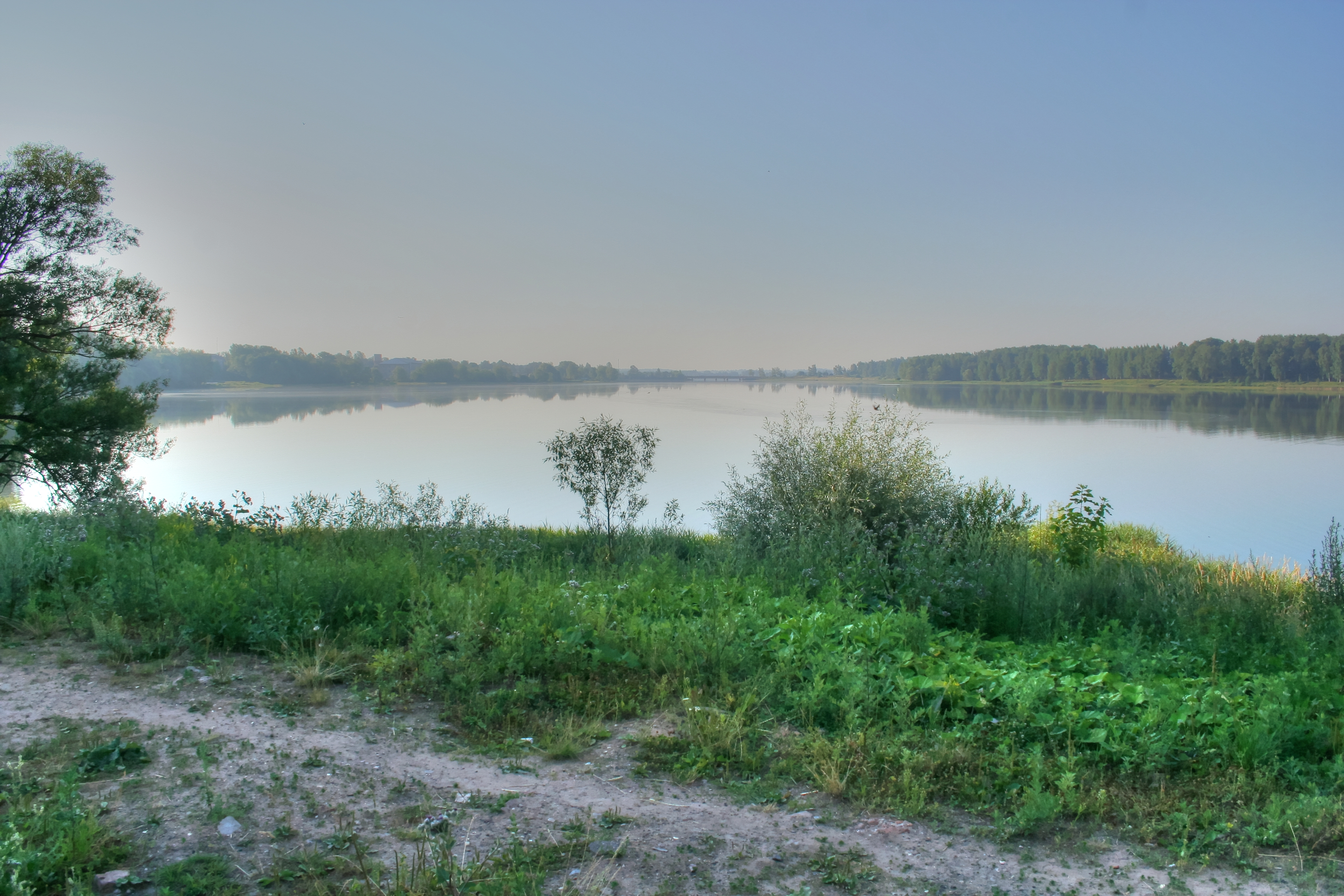
Het Bologojemeer
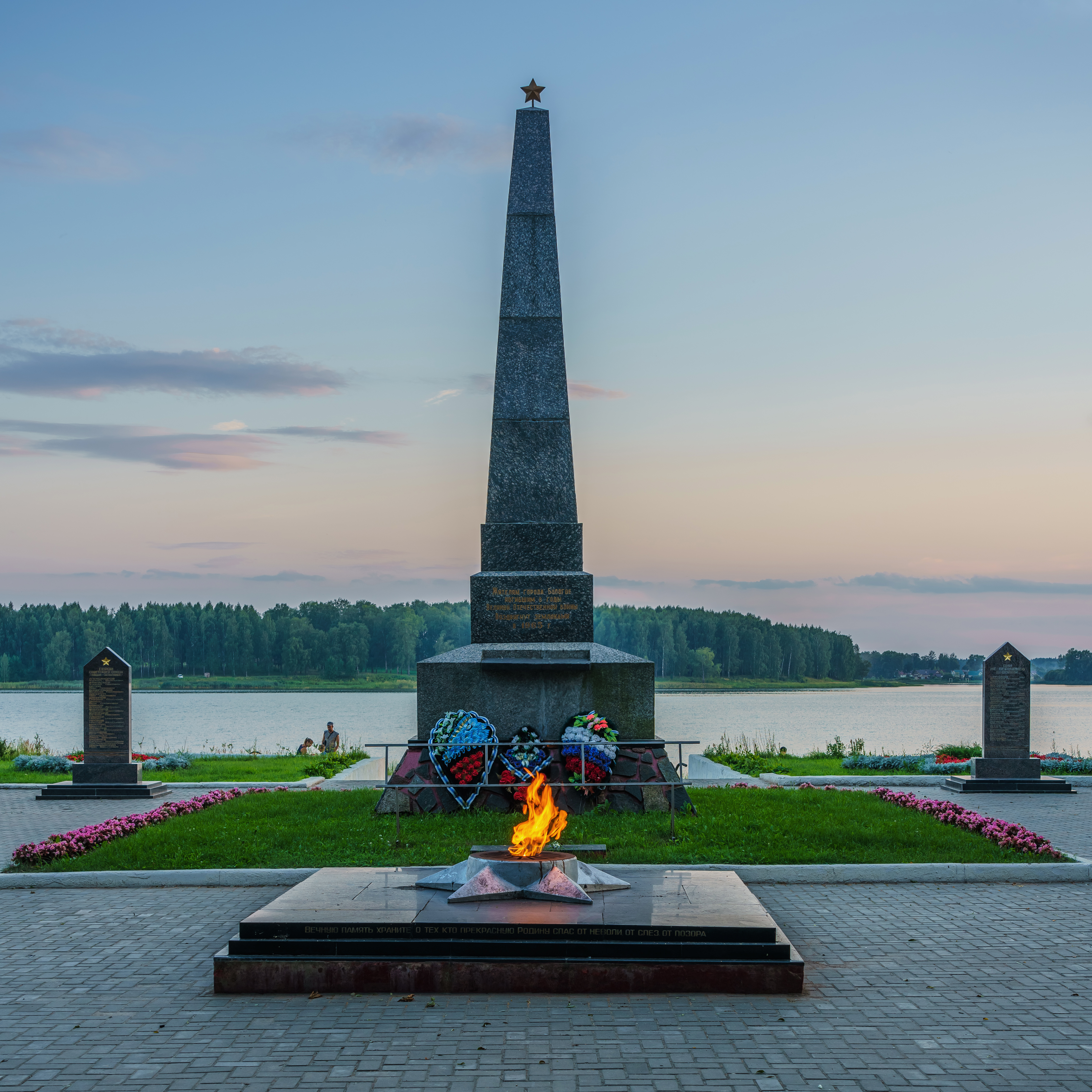
WOII-monument
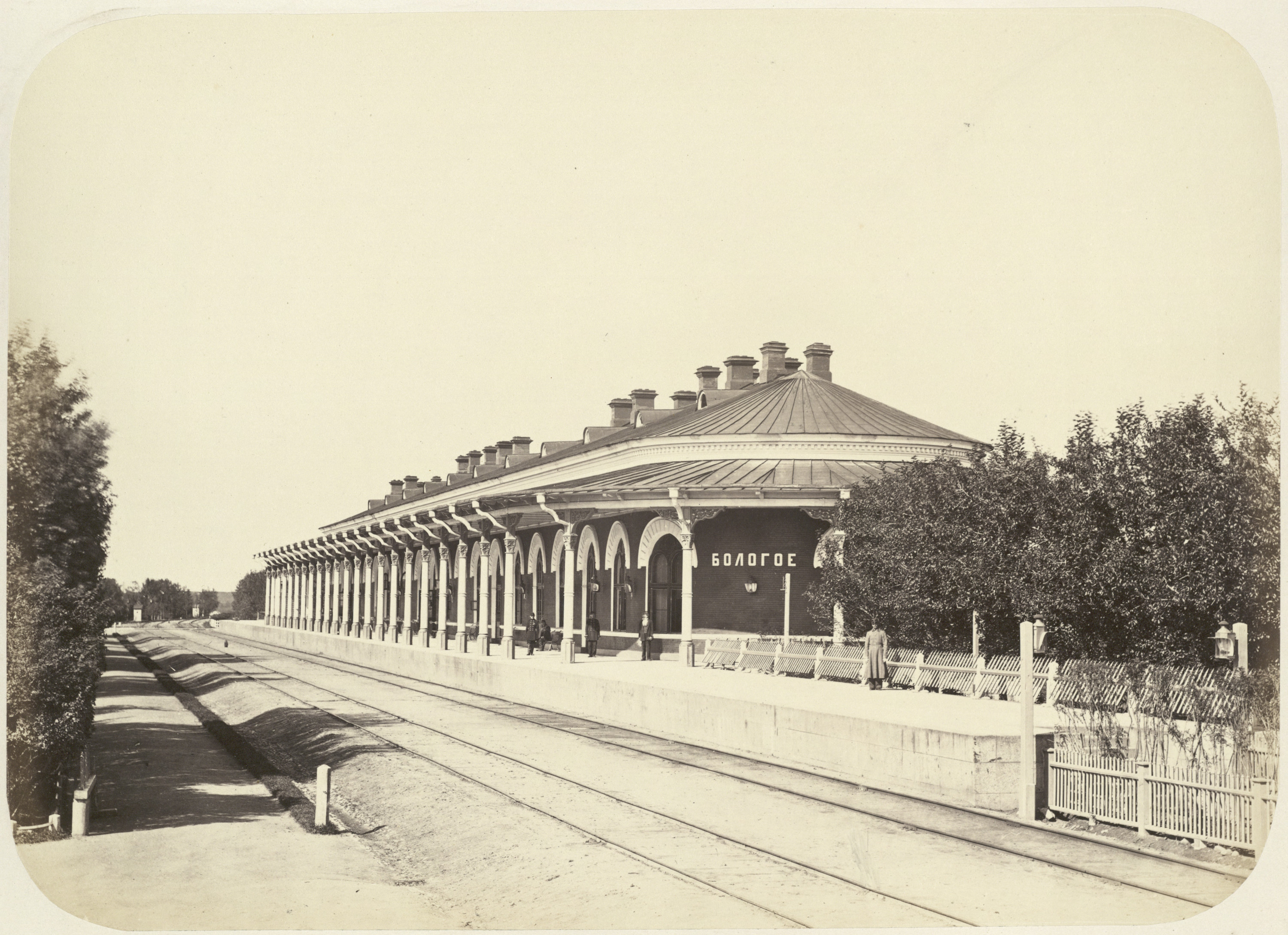
Het stationsgebouw tussen 1855 en 1862
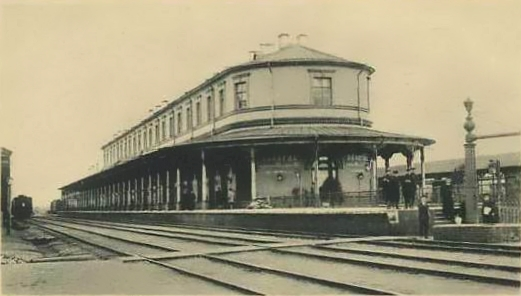
Het stationsgebouw in het begin van de 20ste eeuw
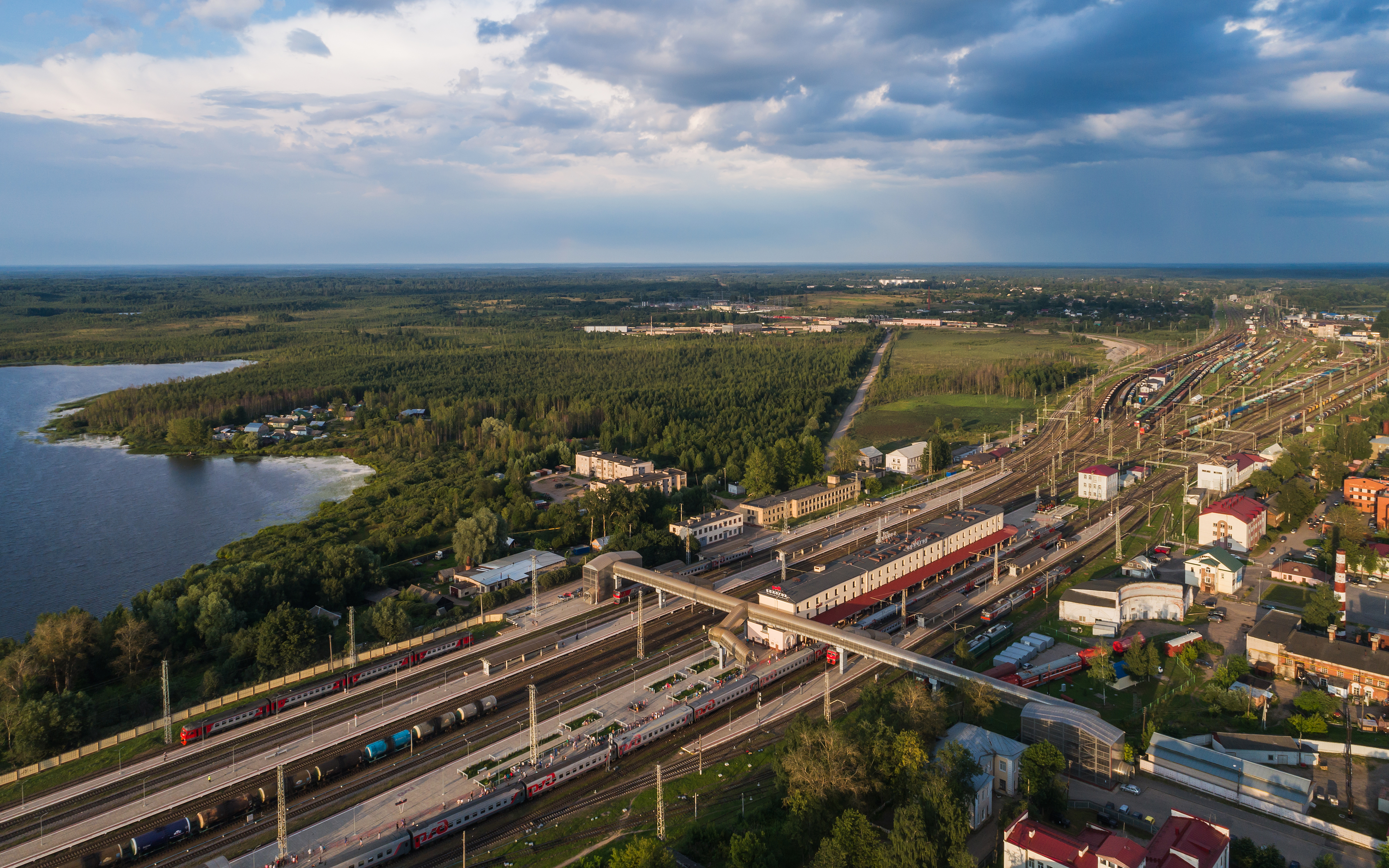
Het station
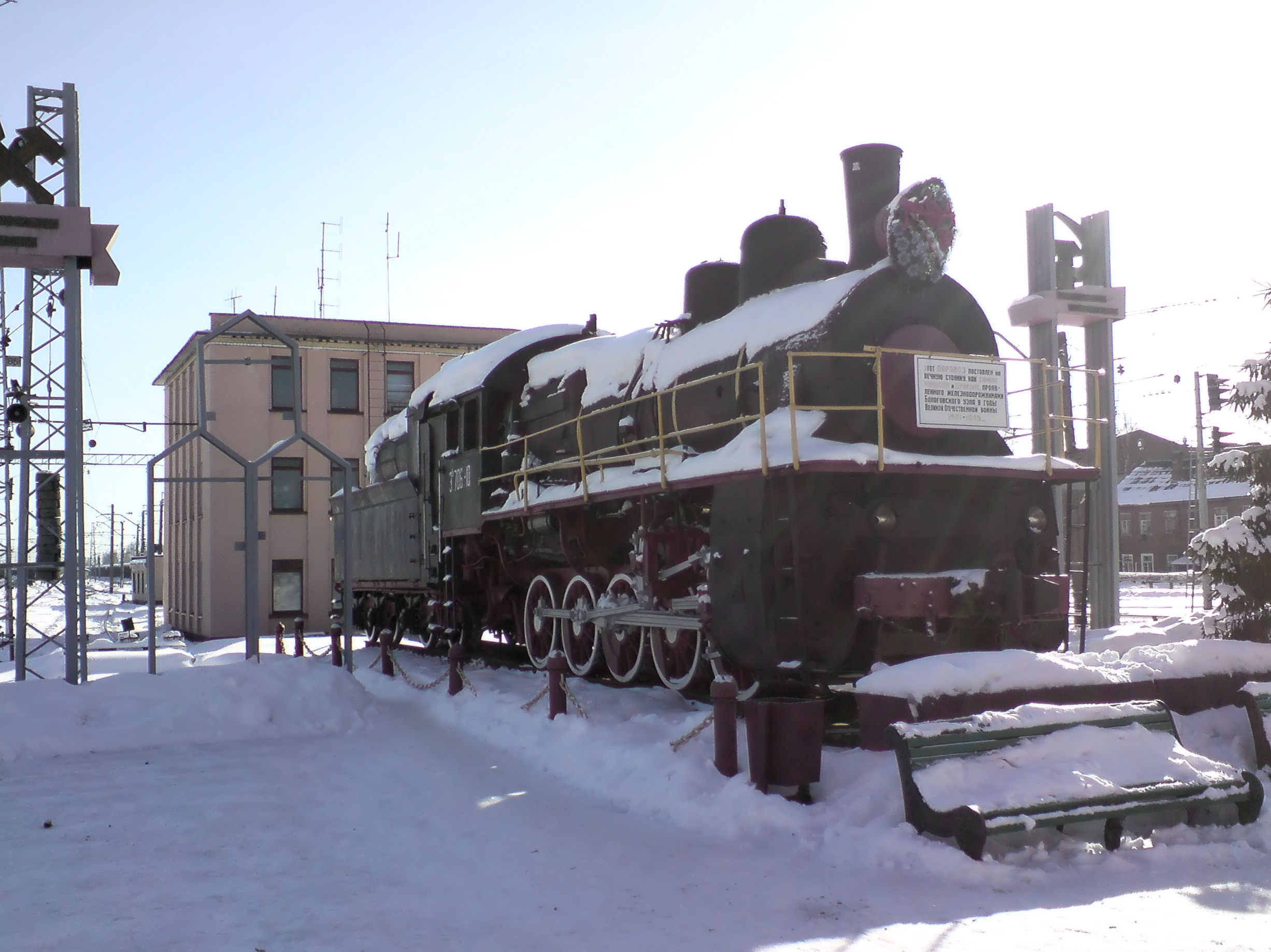
Stoomtrein op het station Bologoje
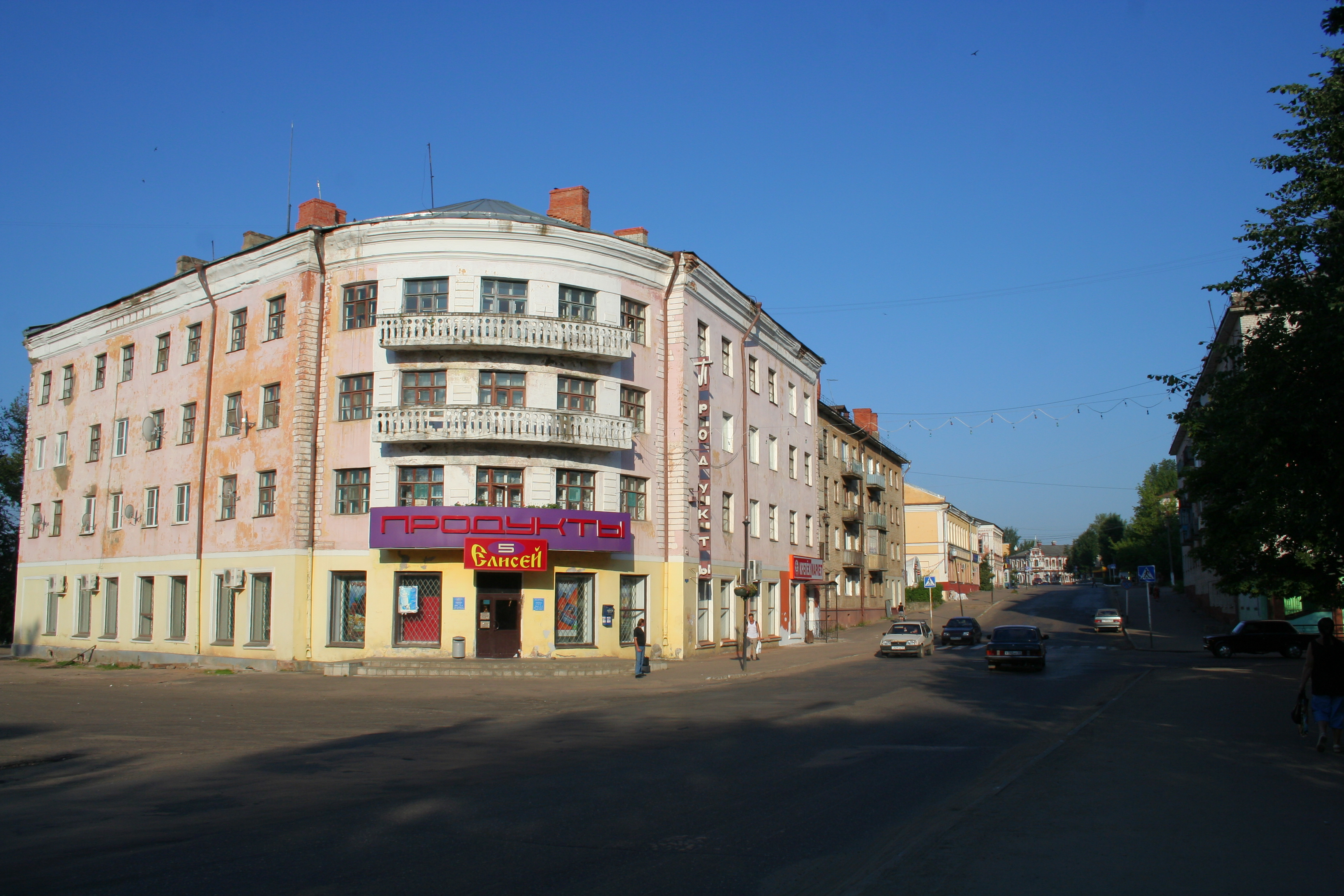
Kirovstraat
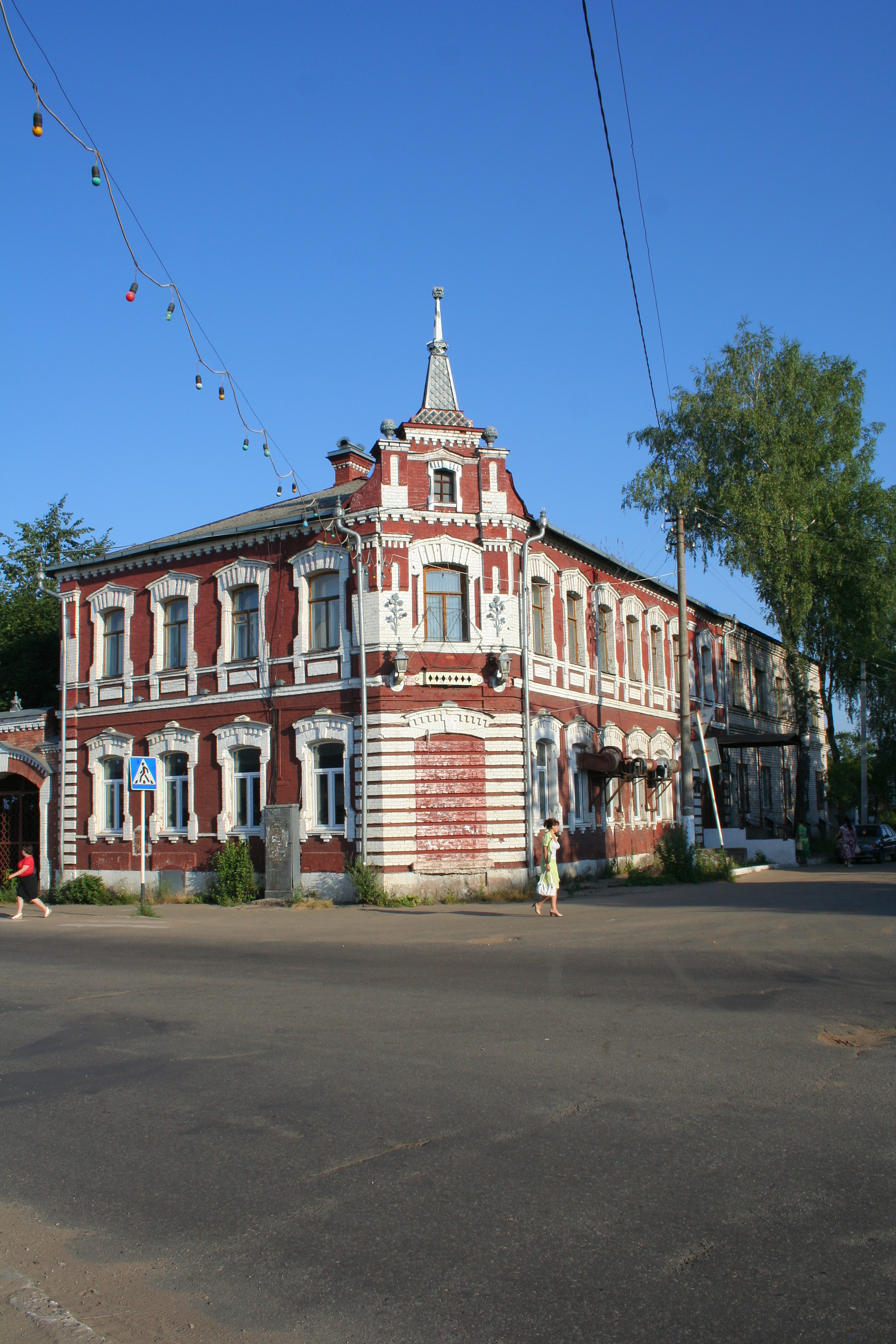
Kirovstraat
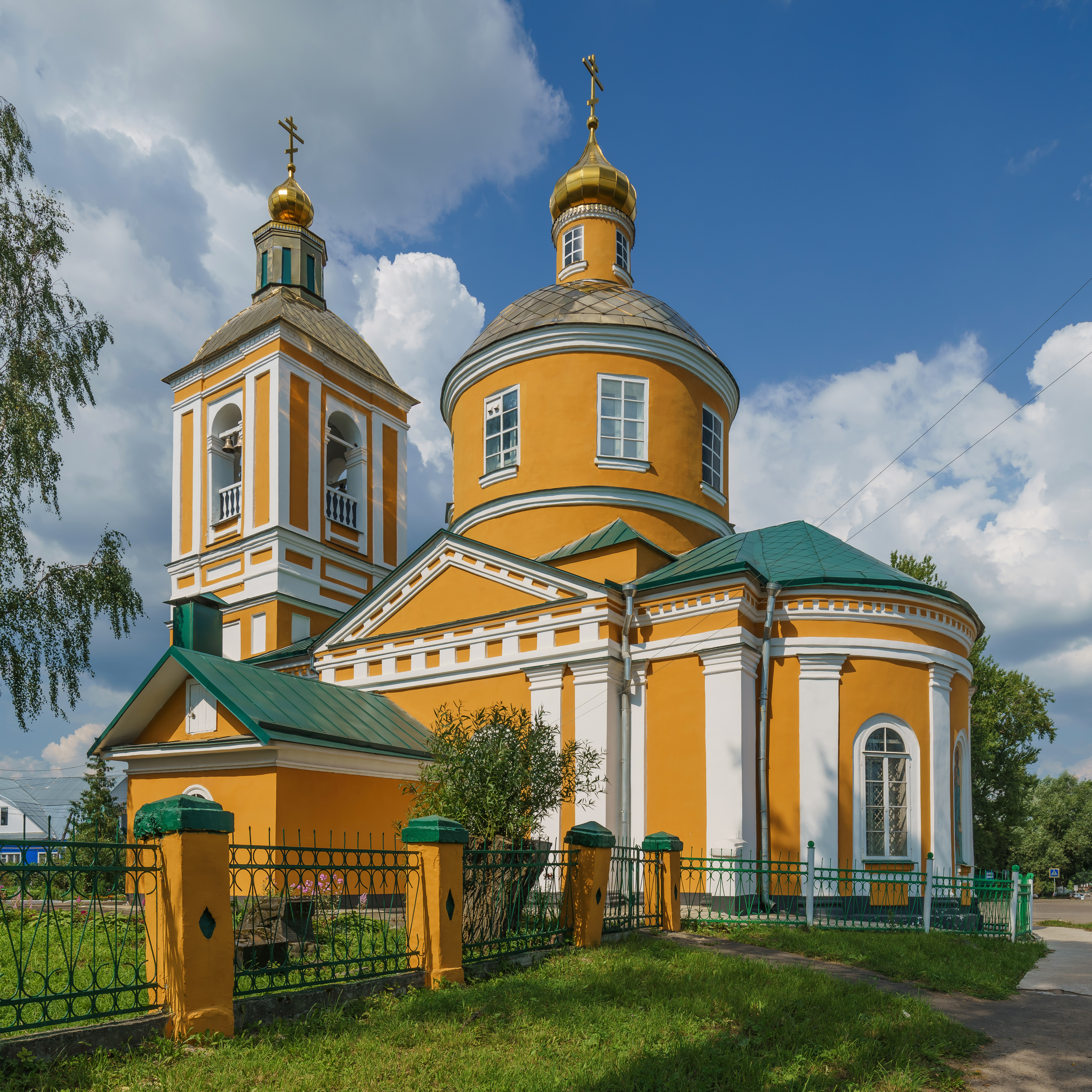
Kerk

Bestuurlijk centrum: Tver 

Andreapol · Bezjetsk · Bely · Bologoje · Kasjin · Kaljazin · Kimry · Konakovo · Krasny Cholm · Koevsjinovo · Lichoslavl · Nelidovo · Oedomlja · Ostasjkov · Rzjev · Staritsa · Torzjok · Toropets · Vesjegonsk · Vysjni Volotsjok · Zapadnaja Dvina · Zoebtsov